# Phoenix loureiroi
Phoenix loureiroi är en enhjärtbladig växtart som beskrevs av Carl Sigismund Kunth. Phoenix loureiroi ingår i släktet Phoenix och familjen Arecaceae.

## Underarter
Arten delas in i följande underarter:
- P. l. loureiroi
- P. l. pedunculata